# Redemitz
Redemitz ist ein Ortsteil der Gemeinde Großweitzschen im Landkreis Mittelsachsen in Sachsen.

## Geografie und Verkehrsanbindung
Der Ort liegt östlich des Kernortes Großweitzschen an der Kreisstraße K 7510. Die A 14 verläuft südlich und die B 169 westlich. Am westlichen Ortsrand fließt der Gärtitzer Bach.

## Geschichte
Der ehemals selbständige Ort Redemitz wurde am 1. Juli 1950 nach Gadewitz eingemeindet.